# Canis lupus irremotus
El lobo del norte de las Montañas Rocosas (Canis lupus irremotus) es una subespecie del lobo gris (Canis lupus), que habita principalmente en el norte de la Montañas Rocosas y en los estados limítrofes de Estados Unidos. Se considera en peligro de extinción.

## Descripción
Esta subespecie pesa entre 32 y 61 kg, siendo una de las variedades de lobo gris de mayor tamaño; su pelaje es más gris lo que le diferencia del Canis lupus youngi (lobo del sur de las Montañas Rocosas) que tiene el pelo principalmente negro.
Se alimenta principalmente de castores y venados pudiendo ingerir entre el 10% y el 20% de su masa corporal. Son capaces de sobrevivir largos periodos de tiempo sin alimentarse y en épocas de escasez de alimentos son caníbales, capaces de comerse al compañero lesionado o al más débil. 